# Leichtathletik-Weltmeisterschaften 1995/Teilnehmer (Luxemburg)
| Goldmedaillen | Silbermedaillen | Bronzemedaillen |
| ------------- | --------------- | --------------- |
| –             | –               | –               |

Luxemburg stellte mindestens eine Teilnehmerin bei den Leichtathletik-Weltmeisterschaften 1995 in der schwedischen Stadt Göteborg.

## Ergebnisse

### Frauen

#### Laufdisziplinen
| Athletin          | Disziplin    | Vorlauf | Vorlauf | Viertelfinale | Viertelfinale | Halbfinale         | Halbfinale         | Finale | Finale |
| Athletin          | Disziplin    | Zeit    | Platz   | Zeit          | Platz         | Zeit               | Platz              | Zeit   | Platz  |
| ----------------- | ------------ | ------- | ------- | ------------- | ------------- | ------------------ | ------------------ | ------ | ------ |
| Véronique Linster | 100 m Hürden | 13,74 s | 30      |               |               | nicht qualifiziert | nicht qualifiziert | –––    | –––    |